# Almuñécar

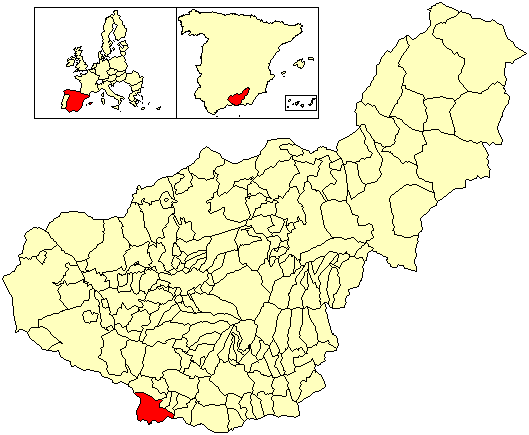
Localização de Almuñécar

Almuñécar é um município da Espanha na província de Granada, comunidade autónoma da Andaluzia, de área 83,36 km² com população de 27076 habitantes (2007) e densidade populacional de 324,81 hab./km².
Era conhecida como Sexi durante o período romano, mas o seu nome atual deriva do árabe hispânico Hisn al-Munakkar (fortaleza rodeada).

## Demografia
| Variação demográfica do município entre 1991 e 2004 | Variação demográfica do município entre 1991 e 2004 | Variação demográfica do município entre 1991 e 2004 | Variação demográfica do município entre 1991 e 2004 |
| --------------------------------------------------- | --------------------------------------------------- | --------------------------------------------------- | --------------------------------------------------- |
| 1991                                                | 1996                                                | 2001                                                | 2004                                                |
| 20408                                               | 21472                                               | 21420                                               | 23073                                               |

## Transporte
- Rodovia A-4050

## Património edificado
- Castelo de La Herradura